# Гарбув (гмина)
Гарбув (пол. Garbów) — сельская гмина (волость) в Польше, входит как административная единица в Люблинский повет, Люблинское воеводство. Административный центр — село Гарбув. Население — 8968 человек (на 2004 год).

## Сельские округа
1. Богуцин
2. Боркув
3. Гарбув
4. Гутанув
5. Янув
6. Каролин
7. Лесьце
8. Мешно
9. Пётровице-Колёня
10. Пётровице-Вельке
11. Пшибыславице
12. Воля-Пшибыславска
13. Загроды

## Соседние гмины
1. Гмина Абрамув
2. Гмина Ясткув
3. Гмина Камёнка
4. Гмина Маркушув
5. Гмина Наленчув
6. Гмина Немце